# Pā
Pā − słowo w języku maoryskim używane dawniej dla określenia wioski lub osady, często jednak odnoszące się do ufortyfikowanego, otoczonego palisadą wzgórza z tarasami obronnymi, jak również − ogólnie − do każdych fortyfikacji. Pā znajdowały się głównie na Wyspie Północnej Nowej Zelandii, na północ od jeziora Taupō. Odkryto, sfotografowano i przebadano około 5000 takich miejsc, przy czym kilka z nich stanowi obiekt szczegółowych badań. Nie znaleziono jak dotąd pā z wczesnego okresu kolonizacji, gdy pierwsi polinezyjscy Māori osiedlali się, według archeologów, na brzegach Wyspy Południowej, głównie w miejscu zwanym dziś Wairau Bar pomiędzy rokiem 925 a 1280. Odkrycie Nowej Zelandii legenda przypisuje powszechnie żeglarzowi Kupe, który miał tego dokonać w połowie X wieku. Zapędził się mianowicie za wodzem kałamarnic i w ten sposób dotarł do lądu z wysokimi górami. Po powrocie do Polinezji poinformował o odkryciu lądu zamieszkałego wyłącznie przez ptaki i wyznaczył kierunek żeglugi, który na przełomie listopada i grudnia przypadał na nieco na lewo od pozycji zachodzącego słońca. Nie ulega wątpliwości, że następne wyprawy kierowały się jego instrukcjami. Tak przynajmniej uczynił w XII wieku daleki potomek odkrywcy, który dotarł do Whakatane i założył pierwszą osadę. Jego następcy, jak głosi legenda, przybyli tam na siedmiu łodziach żaglowych, a każda z nich dała początek jednemu plemieniu. Wkrótce jednak Māori jęli przemieszczać się na północ, gdzie znaleźli lepsze warunki bytowe, co jednak doprowadziło do zagęszczenia populacji, niedostatku ziemi uprawnej, a tym samym do wojen plemiennych. Te zaś legły u podstaw budowy umocnień.

## Przyczyny budowy fortyfikacji
Żeglarzom Oceanu Spokojnego budowa umocnień była nieobca. Różne podobne do pā budowle odnaleziono także w środkowej Polinezji, na wyspach archipelagów Fidżi, Tonga i Markizów. Służyły tam jednak innym celom: ochronie ośrodków władzy czy kultu. Tymczasem na nowo odkrytym lądzie Polinezyjczycy stanęli przez poważnymi problemami żywieniowymi: kury i świnie (które pierwsi osadnicy zabrali zapewne z sobą) nie przetrwały podróży, a zastane na miejscu wielkie, bezbronne nieloty „moa”, zostały w krótkim czasie wybite.
Inny problem stanowiła roślinność. Na Nowej Zelandii nie rosły palmy kokosowe, drzewa chlebowe ani bananowce. Słodki ziemniak, taro, rósł wprawdzie, ale dawał tylko jeden zbiór w roku, w przeciwieństwie do kilkukrotnych plonów na tropikalnych wyspach Polinezji, co wymusiło zasiewy na większych areałach oraz budowę spichlerzy w postaci ziemianek, których należało strzec przed rabusiami. Otwarta wioska nie dawała wystarczającej ochrony. Skutkiem doświadczeń zaczęto budować je na wzniesieniach, otaczać rowami i płotami, a następnie palisadami. Ośrodkiem tak ufortyfikowanej wioski był dom wodza i magazyn żywności, najczęściej na samym szczycie konstrukcji.

## Znaczenie

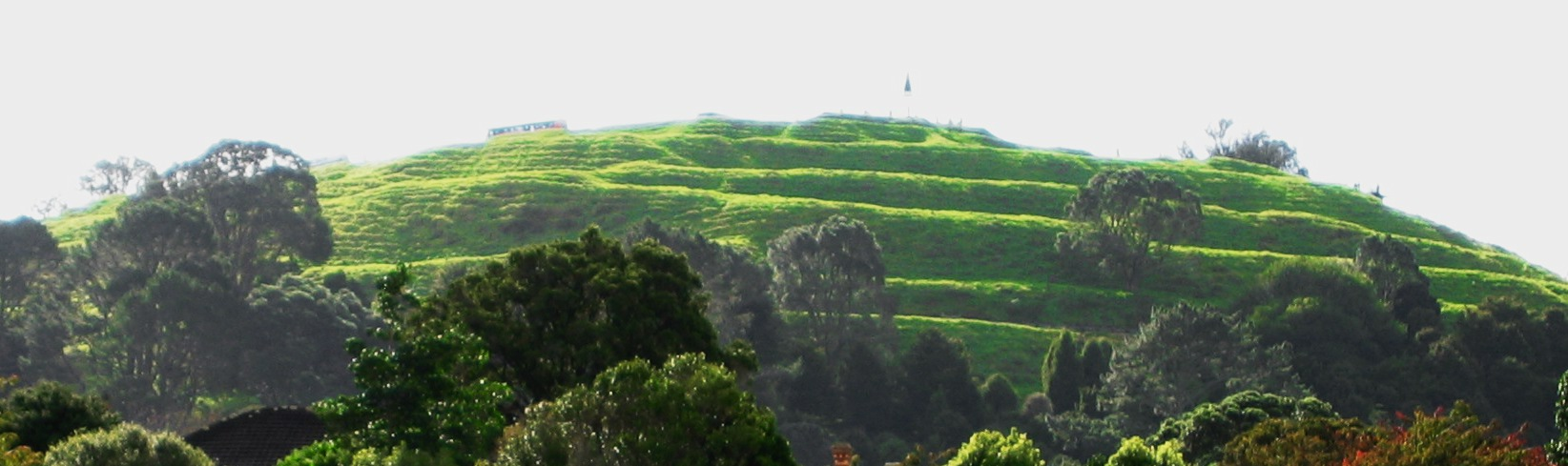
Mount Eden w Auckland z widocznymi tarasami gdzie znajdowały się palisady obronne i okopy dawnej pā

W kulturze maoryskiej wielka pā była oznaką prestiżu i strategicznego znaczenia iwi uosabianego przez rangatirę. Pā znajdowały się w wielu miejscach obronnych na terytorium (rohe) każdej iwi strzegąc żyznych pól uprawnych i innych źródeł zaopatrzenia w żywność.
Pierwotnie niemal wszystkie pā znajdowały się na wybitnych wzniesieniach, szczególnie na wzgórzach pochodzenia wulkanicznego, przy czym naturalne stoki wzniesień przecinano tarasami. Nieczynne wulkany były najczęstszym miejscem lokalizacji pā na obszarze dzisiejszego Auckland. Pā miały wielorakie przeznaczenie. Te, które poddano szczegółowym badaniom po wojnach maoryskich, jak również ostatnio odkryte, strzegły zapasów wody pitnej, w tym także jej źródeł, żywności − (szczególnie kūmary) − jak i niewielkich poletek uprawianych wewnątrz pā. Badania prowadzone w latach 2002–2004 wykazały, że tylko kilka osób zamieszkiwało pā na stałe, i że iwi zarządzała kilkoma pā jednocześnie, oddając je pod kontrolę hapū (klanu). Poletka wewnątrz pā służyły mieszkańcom głównie jako ogrody warzywne. Atrakcją turystyczną jest dobrze zachowana pā na Mount Eden w Auckland. Jej tradycyjna nazwa to Maungawhau, czyli Góra Drzew Whau. Endemiczne Whau (Entelea) to drzewo lub krzew o lekkim, porównywanym z balsą drewnie, używanym przez Māori do budowy tratew i pływaków sieci zastawnych na ryby.

## Struktury tradycyjne
Tradycyjne pā posiadały różny wygląd. Na najprostszą pā, tzw. tuwatawata, składały się pojedyncza palisada wokół wioski i kilku wyższych tarasów służących zazwyczaj do obrony. Pā maioro to z kolei konstrukcja składająca się z wielu ziemnych parapetów i rowów oraz wielu rzędów palisad. Najbardziej skomplikowaną budowlą tego typu była pā whakino, gdzie − przy większej ilości tarasów − znajdowały się wszystkie wymienione wyżej konstrukcje pā oraz magazyny żywności i źródła wody pitnej, przedpiersia, wzmocnione palisady, stanowiska strzeleckie (XIX wiek), tunele podziemne służące do łączności i ewakuacji oraz znajdujące się na samym szczycie punkty ostatniego oporu zwane "tihi". Pā te posiadały bogato rzeźbione otwory wejściowe i ozdabiane kolumnami wnętrza.

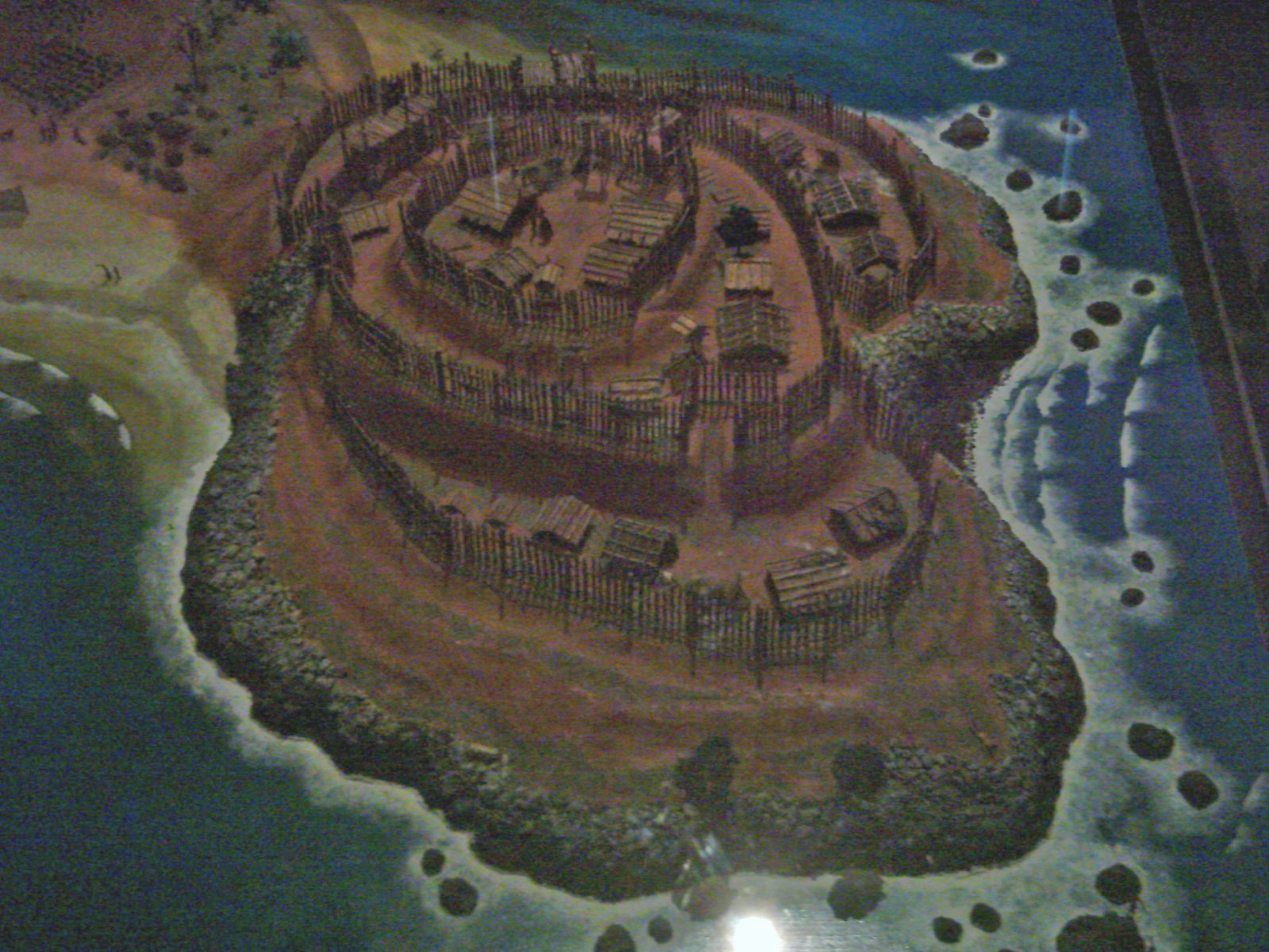
Model pā na półwyspie; widać strome stoki i palisady

To, co odróżniało maoryskie pā od brytyjskich fortów wojskowych, było ich powiązanie z zapasami żywności; niektóre z nich budowano wyłącznie dla obrony zapasów. Pā wznoszono w rozmaitych miejscach, takich jak szczyty wulkanów i ich odgałęzienia, grzbiety górskie, nadmorskie półwyspy i niewielkie wyspy (w tym również sztuczne).
Poza utrzymywaniem źródeł lub zbiorników wody, co należało do standardowych zadań pā, dbano też o wyznaczanie miejsc odprowadzania nieczystości. Whare (domostwa) wodzów Māori (jak rangatiry czy arikiego) budowano często na szczycie, obok magazynu uzbrojenia (w XVII i XVIII wieku najbardziej popularną bronią była taiaha). Siedziby wodzów były większe od zwykłych whare, czasami o wymiarach 4,5 × 4 m.
Wykopaliska prowadzone w Northlandzie dostarczyły wielu informacji na temat wytwórstwa narzędzi i broni przez Māori, w tym wykorzystania obsydianu (szkło wulkaniczne), czertu, argilitu, bazaltu, pounamu i kości do produkcji broni i różnych narzędzi powstających na przestrzeni setek lat. Czert, drobnoziarnista, łatwa w obróbce skała, znana była Māori jeszcze w czasach polinezyjskich, a na Nowej Zelandii była w powszechnym użytku, o czym świadczą liczne znaleziska. Odłamków czertu używano jako wierteł przy budowie pā i innych przydatnych narzędzi, jak haczyki do łowienia ryb. Kolejnym znaleziskiem w czasie badań northlandzkich pā była − jak ją Māori nazywali − kokowai, czyli ochra, czerwony barwnik uzyskiwany z tlenków żelaza i aluminium, które po sproszkowaniu mieszano z tłuszczem, najczęściej tranem, lub żywicą. Māori używali tego środka do impregnacji drewna i jest on stosowany do dziś przy budowie whare i waka.
Czołowa archeolog brytyjska, Aileen Fox, obliczała w latach siedemdziesiątych XX wieku, że na obszarze Wysp Brytyjskich istniało około 2000 grodzisk ziemnych, podczas gdy w Nowej Zelandii było ich dwukrotnie więcej, a najnowsze badania (po roku 1985) podniosły liczbę znanych pā do ponad pięciu tysięcy.
Pā odgrywały znaczącą rolę podczas wojen muszkietów w czasie pierwszych czterech dziesięcioleci XIX wieku. Obecnie uważa się jednak, że pozycję poszczególnych iwi kształtowały wcześniejsze wojny międzyplemienne, w czasie trwania których ukształtował się XVI–XVIII-wieczny model pā. Pā z przedkolonizacyjnego okresu charakteryzowały wysokie palisady i „platformy bojowe” (zwane puhara, puwhara, lub pourewa), skąd – przy pomocy długich dzid, kłód i kamieni – łatwiej było bronić kluczowych odcinków palisad.
Pierwszy europejski opis pā pochodzi z listopada 1769 roku:

Niedaleko ujścia rzeki, po jego wschodniej stronie, znajduje się wzniesienie, a na nim pozostałości jednego z ich ufortyfikowanych miast. Najlepszy europejski inżynier nie wymyśliłby nic lepszego dla obrony niewielkiej grupy ludzi. Dojście możliwe jest tylko od strony lądu, a tam wykopano głęboki na 4,5 metra rów z wyższym wewnętrznym stokiem. Od szczytu wzniesienia do dna rowu jest 7 metrów. Na szczycie stoi palisada z pni, zaś druga taka jest głęboko wkopana po zewnętrznej stronie rowu tak, że pochyla się nad rowem

Zdobycie klasycznych pā było najłatwiejsze z zaskoczenia, w nocy, gdy czujność obrońców malała. Druga metoda polegała na długotrwałym oblężeniu, a zwyciężała ta strona, której na dłużej starczyło żywności i wody. Trzeci sposób polegał na użyciu urządzenia zwanego rou – półmetrowej tyczki z dowiązanym do niej mocnym sznurem uplecionym z liści raupō. Rou należało zaczepić o szczyt palisady i ciągnąć tak długo, aż cała ściana runęła.

### Wojny muszkietów
Publikacja dziennika Cooka z jego pierwszej podróży zwróciła uwagę Europejczyków na Nową Zelandię. W ostatnich dekadach XVIII wieku wyspy stały się bazą wypadową wielorybników, a także miejscem postojów i napraw statków i okrętów przepływających w pobliżu. Wraz z nimi pojawiły się alkohol, choroby weneryczne i broń palna. Już wkrótce kupcy europejscy zaczęli dostarczać poszczególnym iwi skromne początkowo ilości muszkietów z zamkami skałkowymi i prochu, a w roku 1808 odbyła się pierwsza bitwa. Tak po latach opowiedział o niej jeden z uczestników:

Mieliśmy cztery muszkiety. Kiedy podeszliśmy pod pā nasi strzelcy wystąpili naprzód. Wrogowie rozpoznali nas i zaraz powchodzili na swoje puwhara żeby rzucać w nas kamieniami. Nie znali strzelb i nie wiedzieli jak są zabójcze. Stali na platformach, robili groźne miny i wywalali na nas języki. Wtedy przemówiły nasze strzelby. Spadali martwi jak ustrzelone gołębie. Kiedy inni zobaczyli błysk, dym i swoich wojowników martwych nabrali przekonania, że bóg Maru jest po naszej stronie i zabił tamtych piorunami, którymi włada. Byli przerażeni, a my zdobyliśmy pā bez żadnego oporu

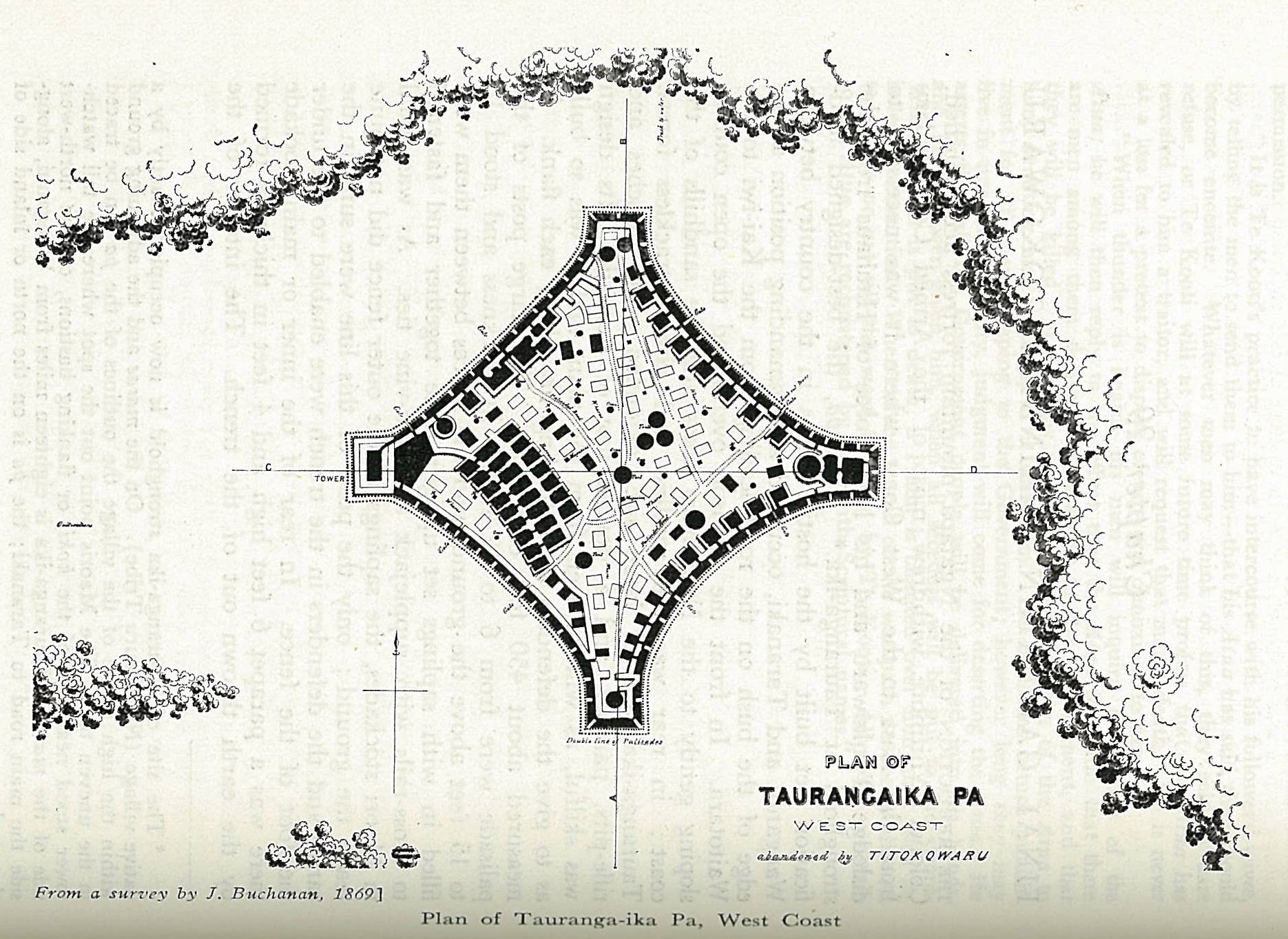
Plan Tauranga-Ika pā zbudowanej w roku 1869 przez wodza Titokawaru

Do masowego użycia broni palnej przyczynił się rangatira iwi Ngapuhi, Hongi Hika, który w roku 1820 sprowadził 300 karabinów z Australii i zaczął masakrować wojowników innych iwi. Od tej chwili ambicją każdego toa (wojownika) było posiadanie broni palnej i mistrzowskie posługiwanie się nią. Hongi Hika zmarł na skutek postrzału w roku 1828, ale zapoczątkowane przezeń wojny rozgorzały na dobre (podobno zginęło w nich 20 tysięcy wojowników i cywilów) i nie przerwał ich nawet konflikt z pakeha (Europejczykami).
Nowy dla Maorysów sposób wojowania odbił się natychmiast na konstrukcji fortyfikacji. Dotychczas obrona pā opierała się głównie na umocnieniach ziemnych (przeważnie w postaci tarasów na zboczach wzniesień), uwieńczonych dość luźnymi palisadami, które utrudniały wdarcie się do wnętrza, ale go nie uniemożliwiały. Teraz budowano fortyfikacje tak, by z jednej strony chronić własnych toa, a jednocześnie zadawać jak największe straty przeciwnikom. Późniejsze wersje były wznoszone przez tych, którzy za pomocą strzelb i broni ręcznej (dzidy, taiaha i mere) musieli walczyć z żołnierzami armii brytyjskiej i uzbrojonymi policjantami, wyposażonymi m.in. w karabiny, haubice, a nawet wyrzutnie rakiet. Ten czas miał jednak dopiero nadejść.
Pierwszą zmianą było zniknięcie platform. Palisady stały się niższe, ale bardziej zwarte i wyposażone w otwory strzelnicze. Nie zawsze była to konstrukcja na bazie okręgu wokół szczytu wzgórza, a zaczęła przybierać kształt prostokątny z bastionami na narożach. Wznoszono te nowe „strzeleckie pā” na łagodnych stokach lub na terenie zupełnie płaskim. Zamiast wielu rzędów palisad powstawały tylko dwa. Tuż za pierwszą palisadą strzelcy zajmowali pozycje stojąc lub klęcząc, za drugą znajdował się pomost umożliwiający strzelanie sponad niej.

## W walce z Brytyjczykami

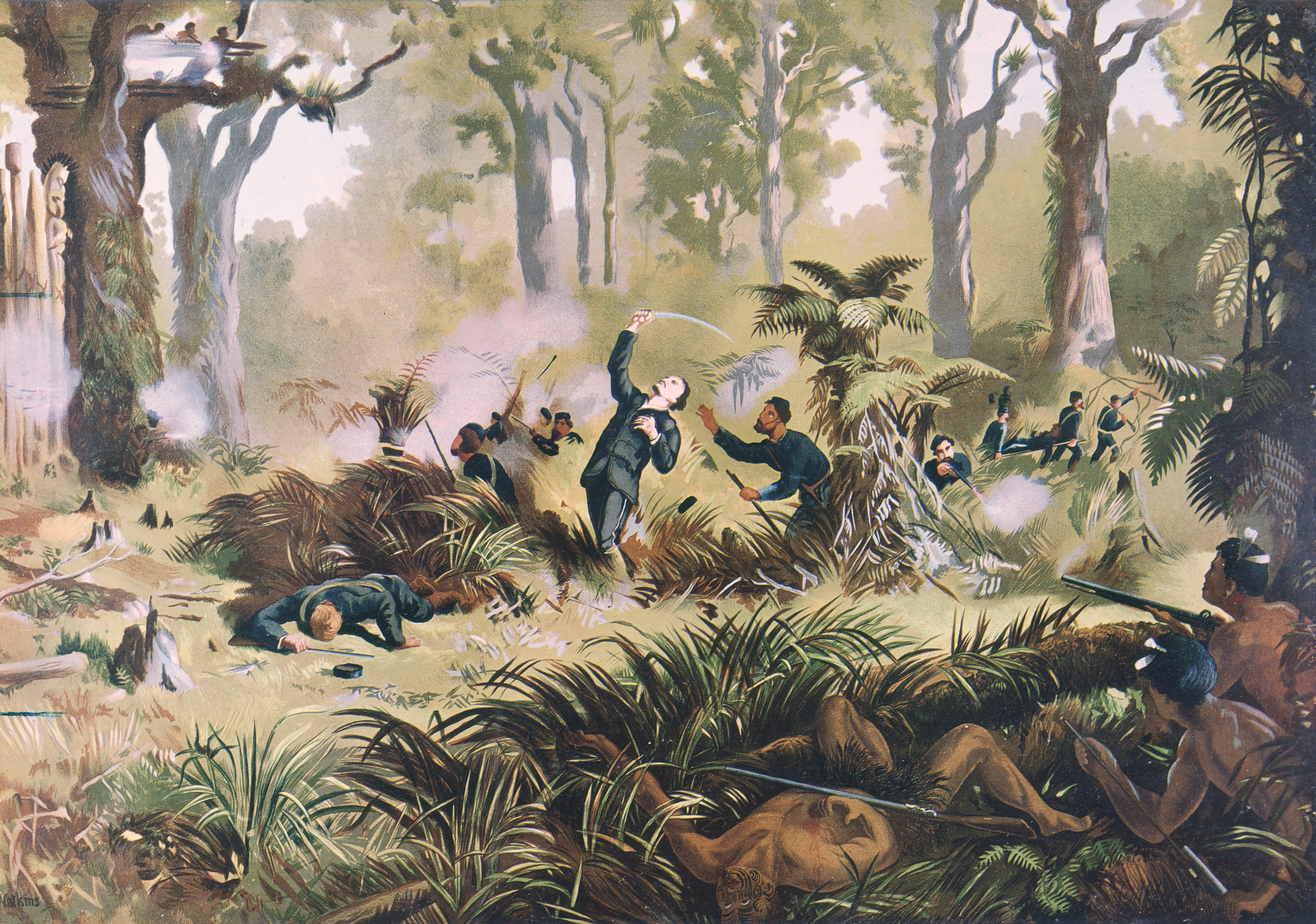
Maoryska zasadzka

Na początku XIX wieku, kiedy Māori zajęci byli wystrzeliwaniem się nawzajem w wojnach muszkietów, populacja białych przybyszów gwałtownie rosła. Rząd brytyjski po zajęciu Australii chciał również kontrolować Nową Zelandię, by nie zaanektowali jej Francuzi lub Amerykanie. W tym celu na wyspy oddelegowany został komandor William Hobson z Royal Navy z zadaniem podpisania z Maorysami porozumienia, które mogłoby posłużyć jako podstawa do kolonizacji. Hobson wykonał zadanie i w lutym 1840 roku zawarł Traktat Waitangi z licznymi wodzami zgromadzonymi w Kororāreka. Traktat stanowił, że Nowa Zelandia stanowi własność brytyjską, że mianowany zostanie gubernator, ale ziemia należy do Māori i że biali osadnicy mogą ją nabywać jedynie za zezwoleniem Korony. Wkrótce okazało się jednak, że każda ze stron inaczej interpretuje postanowienia traktatu: biali osadnicy uważali, że dążąc do pozyskiwania maoryskich ziem znajdują się pod skrzydłami Korony, zaś Māori zupełnie przeciwnie. Postanowienia traktatu Waitangi i późniejsze implikacje są do dziś tematem akademickich debat i pozwów sądowych. Ciągły napływ osadników i ich żądanie ziemi z jednej, a opór tubylców z drugiej strony prowadziły do szeregu wojen trwających ponad 30 lat. Każda z nich była lokalnym konfliktem i dotyczyła poszczególnych iwi i hapu. Wprawdzie część Maorysów zdołała utworzyć w latach pięćdziesiątych okresowe sprzysiężenie zwane „ruchem królewskim”, zakładającym ustanowienie monarchii (król maoryski miał być przeciwwagą dla brytyjskiej monarchini), ale nigdy nie potrafili zjednoczyć się w obronie własnej ziemi. W rezultacie, gdy dochodziło do otwartego konfliktu, po stronie brytyjskiej prawie zawsze stawali Māori skonfliktowani z iwi będącym celem ataku Brytyjczyków.
Maorysi walczący z Brytyjczykami przypominali nieco Indian północnoamerykańskich, bowiem przed przybyciem Europejczyków nie znali broni palnej, żelaza, koła. Ale w odróżnieniu od Indian walczyli z najeźdźcami rzadko atakując, a głównie broniąc swych siedzib. Pā służyły do tego celu właśnie. Tymczasem problemem British Army była jej wielkość. W roku 1819 na Wyspach stacjonowało około 64 000 oficerów i żołnierzy, by w ciągu zaledwie sześciu lat zmaleć do 44 000. Były to skutki polityki kolonialnej, a raczej ciągłych powstań podbitych ludów. W latach 1845–1872 obawy białych osadników przed eksterminacją ze strony Māori były tak silne, że armia musiała ciągle utrzymywać na Nowej Zelandii 18 000 ludzi, a w rzeczywistości znacznie mniej, bowiem w latach 1839–1853 choroby powodowały śmiertelność 33% podoficerów i żołnierzy oraz 16,7% oficerów. Jeszcze inną (choć marginalną) przyczyną ubytków była dezercja, która na Nowej Zelandii sięgała 4%.
Proste, strzeleckie pā z okresu pierwszych kontaktów z Europejczykami, budowano w krótkim czasie, od dwóch do piętnastu dni, ale późniejsze, bardziej skomplikowane konstrukcje wymagały miesięcy wytężonej pracy, przy czym były rozbudowywane i przebudowywane czasem przez wiele lat. Strzeleckie pā z drugiej połowy XIX wieku mogły wytrzymać trwający całymi dniami ostrzał artyleryjski z niewielkimi stratami, jakkolwiek efekt psychologiczny bombardowania zwykle zmuszał obrońców do ucieczki pod warunkiem, że atakujący byli cierpliwi i mieli wystarczającą ilość amunicji.
Wodzowie maoryscy, jak Te Ruki Kawiti, zauważyli rozsądnie, że ich budowle przyciągają dysponujących przewagą ogniową Brytyjczyków. Z rozmysłem wznosili więc silne pā po to, by odciągnąć nieprzyjaciela od pól uprawnych i miejsc zamieszkania, czyli tradycyjnych, niedostatecznie bronionych pā. W jednym z oblężeń wojny o maszt flagowy Brytyjczycy ponieśli straty znacznie większe niż gorzej uzbrojeni Māori. Gdy wojna się skończyła, a pā została wzięta, brytyjscy inżynierowie dwukrotnie badali fortyfikacje, a następnie sporządzili ich model, który został wystawiony w Izbie Gmin.

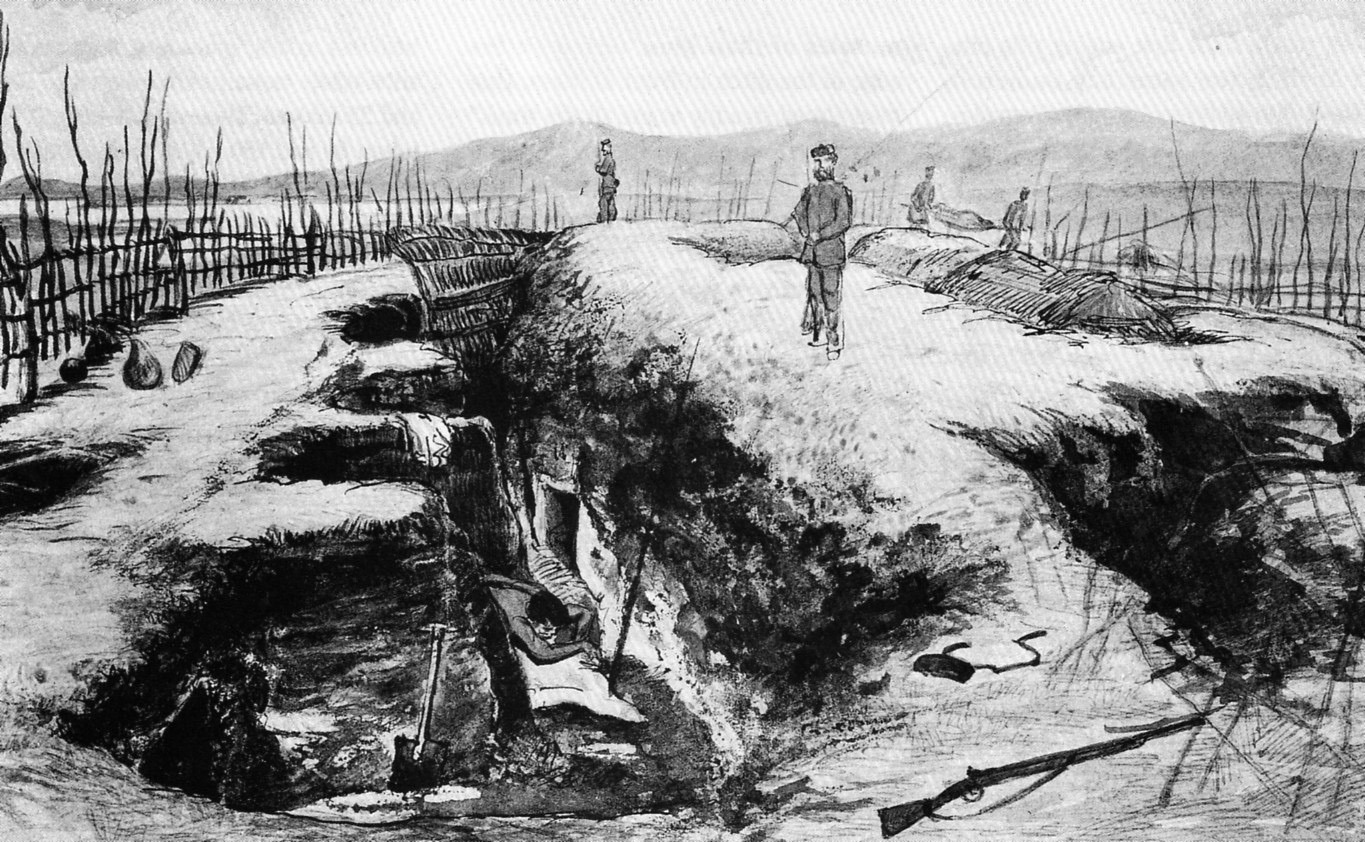
Gate Pā Brytyjczycy zdobyli, dopiero gdy obrońcy ją opuścili

Wznoszone z premedytacją fortyfikacje były nadzwyczaj wytrzymałe na ostrzał. Palisady pā budowano z pni twardego drzewa puriri, które wkopywano na około 1,5 m w ziemię i rozszczepiano na końcach, dla instalowania ochronnych warstw sprężystych liści agawo-podobnej rośliny harakeke, przez Brytyjczyków zwanej „nowozelandzkim lnem”. Palisady takie ustawiano w dwóch liniach: pierwsza miała u podstawy wąskie strzelnice i towarzyszące im indywidualne okopy (każdy oddzielony od pozostałych, by śmierć któregoś z obrońców nie deprymowała pozostałych), druga zaś służyła tym obrońcom, którzy mieli strzelać z jej szczytu, nad głowami pierwszego szeregu. Rowy łącznikowe i tunele służyły komunikacji, jak w Ohaeawai Pā czy Ruapekapeka. W skład umocnień mogły też wchodzić podziemne bunkry kryte belkami i grubą warstwą ziemi, gdzie obrońcy mogli przetrwać najcięższe nawet bombardowanie. Tak opisywał wzmocnione umocnienia Puketutu pā oficer 58 Regimentu Piechoty:

Pā zbudowana na niewielkim wzniesieniu miała kształt kwadratu z bastionami w narożnikach w celu umożliwienia prowadzenia krzyżowego ognia. Otaczały ją trzy wysokie na 15 stóp palisady z pni drzewnych wkopanych na kilka stóp w ziemię. Pnie te miały 5–6 cali średnicy, a wkopano je zwarcie, jeden obok drugiego. Stosy odłamków skał wulkanicznych dodatkowo wzmacniały zewnętrzną palisadę. Szczeliny, dla zapobieżenia penetracji przez pociski, uszczelniono zielonym lnem. Między pierwszą a drugą palisadą biegł rów, w którym siedzieli wojownicy, a strzelnice były gęsto rozmieszczone, co bardzo utrudniało szturm.

W pā drugiej generacji pojawiły się (wraz z ostrzałem brytyjskich dział) kolejne innowacje, a mianowicie schrony ziemne: rów za palisadą został pokryty od góry belkami i grubą warstwą ziemi, co chroniło strzelców dolnego szeregu przed skutkami wybuchów pocisków nad głową. Ponadto włóknami harakeke już nie tylko uszczelniano palisady, ale wręcz pokrywano je grubą warstwą liści tej rośliny. Takiej palisady ani kula armatnia, ani pociski kartaczy nie były w stanie przebić czy zburzyć. Jednocześnie powstała druga linia otworów strzelniczych dla wojowników leżących bądź klęczących nad dolnym rzędem, co dwukrotnie wzmocniło siłę ognia obrońców.
Zwyczajowym sposobem stosowanym przez Brytyjczyków było okrążenie atakowanej pā, a następnie „zmiękczenie” jej ostrzałem artyleryjskim celem zburzenia palisad i zabicie lub zdemoralizowanie obrońców. Następnie miał nastąpić szturm przez jeden z wyłomów. Taki ostrzał pełnymi kulami armatnimi i szrapnelami trwał zazwyczaj kilka godzin, zaś obrońcy – przekonani, że wkrótce nastąpi atak – musieli wykazać się wyjątkową odwagą i determinacją. Atak przeciw nienaruszonej pozycji wiązał się z poważnym ryzykiem, jednak niektórzy dowódcy podejmowali takie ryzyko, zwykle ponosząc straty. Na przykład w końcu czerwca 1845 roku płk. Despard bombardował przez dwa tygodnie Ohaeweai pā wodza Hōne Heke przy użyciu dwóch dział 6-funtowych i dwóch 12-funtowych. Ostrzał nie wyrządził żadnych widocznych szkód w umocnieniach, lecz Despard wyznaczył atak na 1 lipca, mimo że jego maoryscy sprzymierzeńcy ostrzegali, że ludzie Hōne Heke są na pozycjach. Do szturmu wyznaczono 220 żołnierzy z 58. i 99. regimentu oraz marynarzy i cywilnych osadników wyposażonych w drabiny i siekiery. Kolumny podeszły na około 30 m do palisady, gdy padła pierwsza, mordercza salwa. Kilku żołnierzom udało się wprawdzie sforsować pierwszą palisadę, ale tam dostali się pod ogień drugiej linii obrońców. Brytyjczycy wycofali się w popłochu zostawiając 40 zabitych i 70 rannych. Dziesięć dni później Ohaeawai okazała się opuszczona. Hōne Heke, mimo że wojna o maszt flagowy została ostatecznie przegrana, zdobył sobie taką popularność, że cześć oddawały mu wszystkie plemiona północy.
Późniejsze ataki w następnych kampaniach kończyły się z reguły tak samo. 27 czerwca 1860 roku 350 ludzi z 40 Regimentu Piechoty zaatakowało pā Puketakauere w prowincji Taranaki. Obroną dowodził rangitara iwi Atiawa, Hapurona. Atak ugrzązł na pierwszej linii maoryskiej obrony. Brytyjczycy wysłali wprawdzie oddział, który miał odciąć drogę ucieczki Māori, ale ci przewidzieli taki manewr i wdusili pakeha w głębokie grzęzawisko. Atak na Puketakauere zakończył się stratą 30 Brytyjczyków zabitych i 34 rannych (w tym dwóch śmiertelnie). Bardzo dokładny opis takiej pā pozostawił wspomniany pułkownik Henry Despard:

Ruapekapeka pā była zbudowana na terenie zupełnie płaskim, na planie prostokąta, z dwoma bastionami na przeciwległych rogach, co zapewniało ostrzał we wszystkich kierunkach. Pierwsza palisada (wysoka na około 10 stóp) składała się z całych, wraz z korzeniami, drzew puriri, najtwardszych drzew na wyspie, pomiędzy którymi powbijano gęsto pale z tego samego drewna. Miały one 12–15 cali średnicy, a u podstawy otwory strzelnicze. Tuż za nią wznosiła się druga palisada z otworami strzelniczymi nieco wyżej, tak że kryjący się tam wojownik mógł strzelać przez otwory w obu palisadach. Za tymi palisadami znajdował się rów pocięty systemem okopów prowadzących od strzelnic do podziemnych schronów w głębi, za trzecią palisadą. Schrony były wyposażone w system odwadniający, jak również w korytarze umożliwiające ucieczkę z pā gdy dalsza obrona stawała się niemożliwa.

Jednak w latach sześćdziesiątych XIX wieku pojawiły się pociski burzące, które były w stanie zniszczyć każdą palisadę, a więc wymogły ma Maōri zmiany konstrukcyjne. Teraz pā, budowane najczęściej w poprzek dróg na otwartych przestrzeniach, stały się budowlami ziemnymi, a palisady przybrały (jak w czasach prekolonialnych) kształt płotów z luźno wkopanych tyczek, bądź zniknęły zupełnie. Wtedy to właśnie, 29 kwietnia 1864 roku, wojska brytyjskie doznały jednej z największych porażek w tej wojnie. Gate pā była raczej niewielka: miała około 300 m długości w poprzek półwyspu, a wzmacniały ją dwa bastiony – jeden o wymiarach 90 na 18, drugi zaś 26 na 18 metrów. Obrońców, dowodzonych przez Puhirake, było około 235. Brytyjczycy, dysponujący jednym 9-funtowym działem Armstronga, jednym 6-funtowym i dwoma kanonierkami, rozpoczęli ostrzał o godzinie 7, a o 16 przypuścili szturm. Tyły fortyfikacji – by uniemożliwić obrońcom ucieczkę – obsadzały elementy 68. regimentu, podczas gdy atak od frontu przypuściło 300 ludzi z Naval Regiment Brigade. Atakujący przebyli resztki zdruzgotanej palisady, ale tam trafili na zmasowany ogień Māori ukrytych w swoich okopach. Na miejscu zginęło 4 oficerów, a uciekających piechurów wystrzeliwali obrońcy. Tego wieczoru zginęło 35, a rannych zostało 75 ludzi. Nocą, w ulewnym deszczu, Māori wyślizgnęli się z twierdzy.
W czasie kampanii roku 1860 generał major Pratt postanowił wrócić do przestarzałych praktyk transzei i aproszy, których celem było skryte podejście do maoryskich fortyfikacji i założenia min. W końcu grudnia Pratt zdołał oczyścić z krzaków i skrytych w nich pojedynczych okopów strzeleckich Māori przed Te Arei pā i rozpoczął budowę kilku ziemnych redut, jakie miały zabezpieczać dalsze prace saperskie. Wybiegające z transzei aprosze były wąskie i głębokie na około 2 m, a po bokach zabezpieczały je nasypy ziemne oraz – co kilkanaście metrów – poprzeczne odgałęzienia mające stanowić schronienie przed maoryskim ostrzałem i dogodne własne stanowiska strzeleckie. System transzei i aproszy stosowany był również na późniejszym etapie wojen, ale prace ziemne Pratta były największe; jego najdłuższy aprosz miał prawie 700 m długości. I choć Te Arei została zdobyta przy najmniejszych brytyjskich stratach spośród wszystkich nowozelandzkich kampanii i choć Pratt – jak wielu brytyjskich dowódców przed nim i po nim – nie omieszkał pochwalić się sukcesem, w rzeczywistości obrońcy opuścili umocnienia nim Brytyjczycy zdołali przypuścić szturm. Podobnie w marcu 1864 roku, kiedy to Brytyjczykom udało się przekopać aprosze aż do gaju brzoskwiniowego tuż przed palisadą Ōrākau pā, Māori zniknęli nim doszło do ataku.

## Zmierzch pā
Sporadyczne walki trwały przez całe lata sześćdziesiąte XIX wieku, aż wreszcie Ministerstwo Wojny postanowiło w roku 1868 całkowicie wycofać regimenty brytyjskie z Nowej Zelandii oddając ją w zarząd Sekretarza ds. Kolonii, który dysponował już znaczną liczbą osadniczej milicji zwanej Forest Rangers i New Zealand Armed Constabulary, nie licząc pomocniczych ugrupowań wojowników tych iwi, które poszły na współpracę z okupantem. Co więcej Brytyjczycy zaczęli prowadzić wojnę totalną, nie ograniczając się do walki z toa ukrytymi za palisadami pā, ale niszcząc wioski i pola uprawne tubylców, nawet tych, którzy zajmowali neutralne stanowisko w wojnie.
Jak wspomniano powyżej strona brytyjska dysponowała coraz silniejszą artylerią. Była to przede wszystkim odtylcowa 12-funtowa armata Armstronga, nadto zawsze można było liczyć na artylerię okrętową, ale Māori radzili sobie z tym kopiąc coraz głębsze schrony kryte coraz grubszą warstwą pni drzewnych i ziemi. Skuteczniejszym okazał się 4,4-calowy moździerz Coehorna: krótka lufa osadzona na stałe pod kątem 45 stopni na drewnianej podstawie. Była to broń łatwa do przeniesienia przez piechurów i choć niezbyt skuteczna w walce z palisadami i rowami, miała destrukcyjne działanie, bowiem obrońcy musieli całymi dniami i nocami przesiadywać pod ziemią. Walki coraz częściej kończyły się wycofaniem lub kapitulacją obrońców pā, w czym znaczną rolę odgrywali kolaborujący z pakeha Maorysami. Ostatnim zwycięstwem Māori była obrona Te Ngutu o te Manu pā od sierpnia do września 1868 roku, kiedy to poległ znany brytyjski traper, major Gustavus von Tempsky.
Słabą stroną maoryskiego stylu prowadzenia działań wojennych, a więc także ich fortyfikacji była konieczność przerwania walk, gdy wojownicy musieli zasiać lub zebrać plony z pól, względnie upolować zwierzynę w lasach. W rezultacie pā wyludniały się czasami na cztery do sześciu miesięcy w roku. Zgodnie z tradycją pā mogła zostać opuszczona również wtedy, gdy poległ wódz lub gdy tohunga matakite (szaman) wieszczył nieszczęście zesłane przez złego ducha (atua). Gdy w październiku-listopadzie zakończyły się zbiory kūmary, a magazyny zostały napełnione, nastawał czas innych czynności, w tym także wojen. Tylko lato (grudzień-styczeń-luty) dla Māori było czasem walki, a to stawiało ich na przegranej pozycji wobec armii brytyjskiej, która mogła prowadzić działania zbrojne przez cały rok.
Wiele resztek XIX-wiecznych pā przetrwało po dziś dzień, ale najbardziej znana – i nietknięta – jest Te Porere pā, wzniesiona na niemal „europejski” sposób przez wodza Te Kooti Arikirangi we wrześniu 1869 roku.